# Phaseolus lunatus
O Phaseolus lunatus, também conhecido pelos nomes de feijão-de-lima, bonje, feijão-bonje, fava-belém, fava-de-lima, fava-terra, feijão-espadinho, feijão-farinha, feijão-favona, feijão-fígado-de-galinha, feijão-manteiga, feijão-verde, feijoal e mangalô-amargo é uma planta da família das leguminosas.

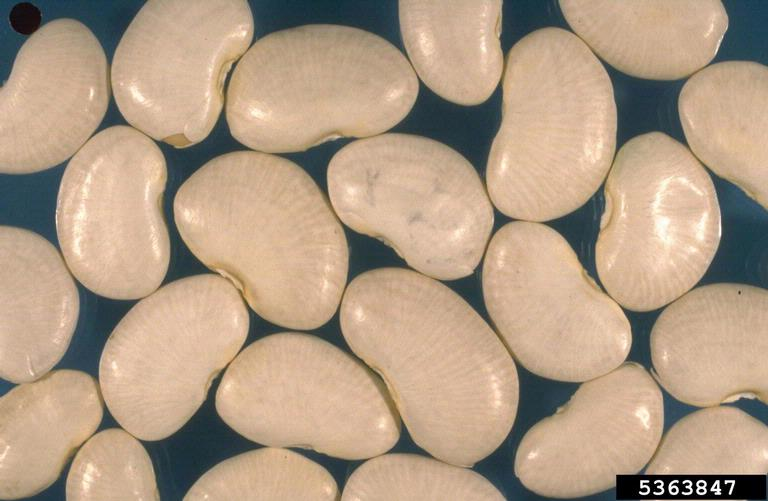
Feijões da espécie Phaseolus lunatus.

É uma trepadeira que pode alcançar até os quatro metros de altura. Produz flores branco-esverdeadas ou amarelo-pálidas e vagens bem arqueadas, com sementes de grande valor alimentício.

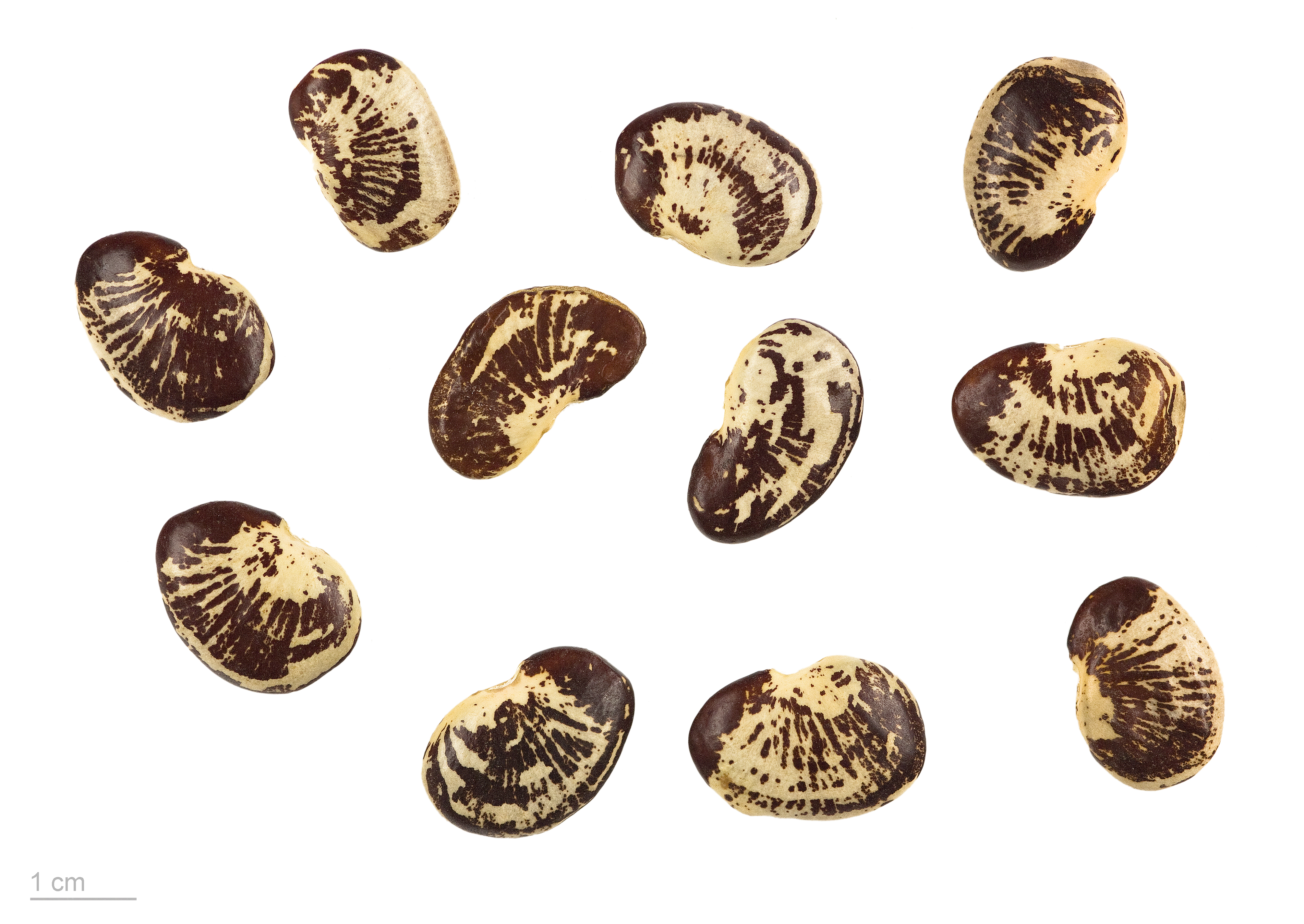
Phaseolus lunatus - MHNT

## Origem e uso
Phaseolus lunatus possuí origem andina e mesoamericana. Acredita-se que tenham ocorrido dois eventos de domesticação separados. A primeira, a ter lugar nos Andes por volta de 2 000 a.C., produziu uma grande variedade sem sementes (tipo Lima), enquanto a segunda, que se realiza na Mesoamericana em torno de 800 d.C., produziu uma variedade de sementes pequenas (tipo Sieva). Por volta de 1300, o cultivo se espalhou para o norte de Rio Grande, e em 1500, a planta começou a ser cultivada no Velho Mundo.
A forma selvagem de sementes pequenas (tipo Sieva) encontram-se distribuídas desde o México até a Argentina, geralmente abaixo de 1.600 metros acima do nível do mar, enquanto que a forma selvagem de sementes grandes (tipo Lima) se encontram distribuídas no norte do Peru, de 320 a 2.030 metros acima do nível do mar.
A civilização Moche (0-800 d.C.) cultivava muito feijão e muitas vezes os representava em sua arte. Durante o vice-reinado espanhol do Peru, o feijão foi exportado para o resto das Américas e da Europa, e uma vez que as caixas de tais bens tiveram seu lugar de origem identificados como "Lima - Peru", o feijão foi nomeado como tal.